# Groende

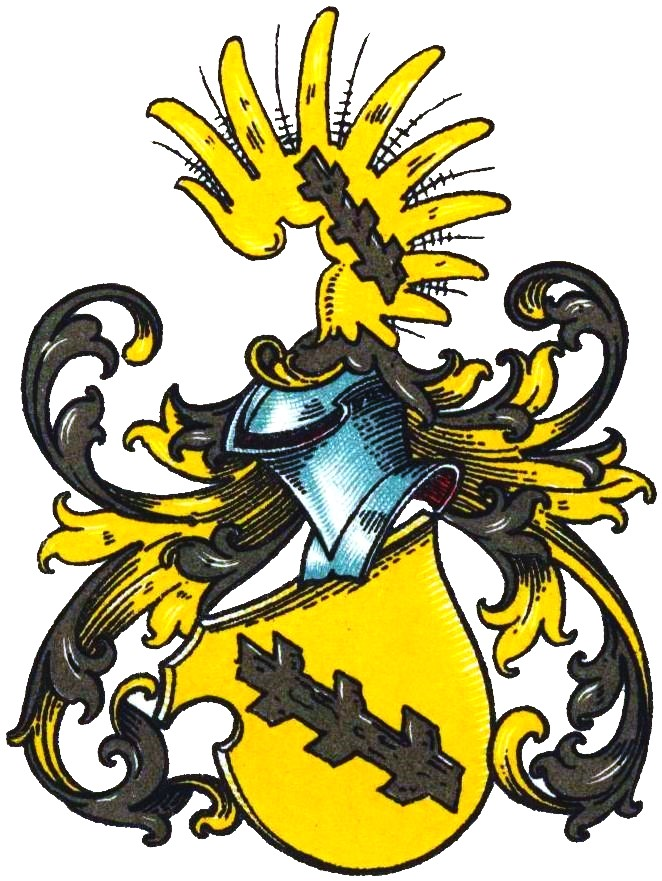
Wappen derer von Groende im Wappenbuch des Westfälischen Adels

Groende (lateinisch de Grande) ist der Name eines erloschenen westfälischen Adelsgeschlechts.

## Geschichte
Bei dem Geschlecht handelt es sich um eine ursprünglich holländische Familie, die später in Soest ansässig war.
1417 erscheint ein Ernst van Groende zusammen mit seiner Mutter Hampe Dynkelborges, Burgfrau zu Borgentrike, als sie vom Paderborner Kloster Abdinghof einen Zehnten zu Leysmar kauften. 1448 tritt ein Aleff de Grande als Zeuge einer Münsteraner Urkunde auf. Vermutlich derselbe reversierte 1451 über seine Belehnung mit der Freigrafschaft Merfold und den Freistühlen zu Vlomessem bei Coesfeld, Harstehuysen, ter Heghe, Wettermannynck, ther Duystermoilen, Freyenhagen. 1522 bürgte Johann von Groende für einen Mindener Schuldbrief, ebenso wie Aleph Grande 1539 für eine Münsteraner Urfehdeurkunde.
Ab 1655 erscheint ein Oberstleutnant Johann von Groende, Kommandant zu Lippstadt. 1661 führte derselbe Klage gegen die Nichtbezahlung einer Pacht von den Gelmer Ländereien in der Soester Gegend. 1666 und noch 1674 war die Stadtkellnerei bzw. Rentmeisterei der Stadt Soest an ihn verpachtet. Weitere Unterlagen zu demselben im Stadtarchiv Soest reichen bis in die Jahre 1693/94.
1712 entwarf Anna Maria Margareth von Groende, verwitwete Borneman, einen Vertrag für eine Ehe mit Johann Florenz von Krane zu Brockhausen bei Soest.
Laut Spießen erlosch die Familie um 1750.

## Wappen
Blasonierung: In Gold ein schrägrechts liegender gestümmelter schwarzer Baumstamm, an jeder Seite mit drei Ästen. Auf dem Helm mit schwarz-goldenen Helmdecken ein goldener Flügel mit dem Baumstamm belegt.